# Сованьяк
Сованья́к (фр. Sauvagnac) — коммуна во Франции, находится в регионе Пуату — Шаранта. Департамент — Шаранта. Входит в состав кантона Монтамбёф. Округ коммуны — Конфолан.
Код INSEE коммуны — 16364.
Коммуна расположена приблизительно в 370 км к югу от Парижа, в 100 км южнее Пуатье, в 40 км к востоку от Ангулема.

## Население
Население коммуны на 2008 год составляло 75 человек.
| 1962 | 1968 | 1975 | 1982 | 1990 | 1999 | 2008 |
| ---- | ---- | ---- | ---- | ---- | ---- | ---- |
| 110  | 93   | 81   | 76   | 69   | 64   | 75   |

## Экономика
В 2007 году среди 42 человек в трудоспособном возрасте (15—64 лет) 27 были экономически активными, 15 — неактивными (показатель активности — 64,3 %, в 1999 году было 81,8 %). Из 27 активных работали 27 человек (16 мужчин и 11 женщин), безработных не было. Среди 15 неактивных 2 человека были учениками или студентами, 6 — пенсионерами, 7 были неактивными по другим причинам.

## Фотогалерея
- Церковь
- Интерьер церкви
- Водонапорная башня